# جانتر مانتر
جانتر مانتر مجموعه‌ای از ابزارهای معماری نجومی است، که توسط مهاراجه (پادشاه) جی سینگ دوم در سال‌های 1724 تا 1730 ساخته شد. در اصل 5 رصدخانه در جیپور، دهلی، بنارس، اجین و متهرا ساخته شد، رصدخانه اصلی در شهر جیپور با 19 ابزار نجومی بزرگ سنگی و آجری ساخته شد. این سازه به عنوان مهارت‌های نجومی و مفاهیم کیهان شناختی بعد از پایان دوره مغول در سال ۲۰۱۰ در میراث جهانی یونسکو ثبت گردیده‌است.
این ابزارها در سانسکریت با نام «جنتر منتر» به معنای ابزار محاسبه شناخته می‌شوند.

## استفاده نجومی
به نظر می‌رسد که برنامه رصدی خاصی برای این ابزارها تعریف نشده بود، و شاید حتی افرادی که بتوانند از آن‌ها استفاده کنند نیز حضور نداشتند. این ابزارها تنها به علت آرزوی داشتن رصدخانه‌ای بزرگ، ساخته شدند. در نتیجه حتی نویسندگان زیج محمدشاهی که به دستور جی سینگ نوشته شد نیز چندان از نتایج این رصدخانه‌ها و ابزارها استفاده نکردند و جدول‌های زیج الغ‌بیگ و زیج فیلیپ دولاهیر منجم فرانسوی را عینا با افزودن تقدیم اعتدالین به طول ستارگان و تغییر نصف‌النهار از پاریس به دهلی به کار بردند. 